# Cezary Zalewski
 Cezary Zalewski – polski literaturoznawca, dr hab. nauk humanistycznych, profesor uczelni Katedry Teorii Literatury Wydziału Polonistyki Uniwersytetu Jagiellońskiego.

## Życiorys
23 czerwca 2004 obronił pracę doktorską, 7 grudnia 2011 habilitował się na podstawie pracy zatytułowanej Pragnienie, poznanie, przemijanie. Fotograficzne reprezentacje w literaturze polskiej. Jest profesorem uczelni Katedry Teorii Literatury Wydziału Polonistyki Uniwersytetu Jagiellońskiego.